# Gianmarco Corbetta
Gianmarco Corbetta (Milano, 12 giugno 1972) è un politico italiano, senatore della Repubblica per il Movimento 5 Stelle dal 2018.

## Biografia
Vive a Bovisio Masciago, in provincia di Monza e della Brianza; dopo la laurea in Scienze politiche, lavora per 15 anni nel campo della ricerca e selezione di personale qualificato presso società di consulenza di Milano.

### Attività politica
Attivismo
Attivista del Meetup Amici di Beppe Grillo di Monza e Brianza dal 2008, iscritto al Movimento 5 Stelle dalla fondazione (4 ottobre 2009), partecipa attivamente alle iniziative organizzate sul territorio dai Meetup e successivamente dal Movimento 5 Stelle. In qualità di cofondatore e portavoce del Comitato per l'Alternativa al nuovo Inceneritore di Desio, dal 2008 si impegna in una battaglia di sensibilizzazione sul territorio per evitare la costruzione di un nuovo inceneritore di rifiuti, il cui progetto viene abbandonato nel 2012. Dal 2010 contribuisce alla nascita delle liste comunali del MoVimento 5 Stelle in provincia di Monza e Brianza, alla stesura dei programmi e alle campagne elettorali e, successivamente, fornisce supporto a molti consiglieri comunali brianzoli nella loro attività istituzionale. Nel 2010 partecipa alle elezioni regionali in Lombardia come candidato nelle circoscrizioni di Monza e Milano occupandosi, tra l'altro, del coordinamento della raccolta firme nella provincia di Monza e Brianza.
Elezione a consigliere regionale della Lombardia
Alle elezioni regionali in Lombardia del 2013 viene eletto in Consiglio regionale della Lombardia con il Movimento 5 Stelle, in Provincia di Monza e della Brianza. Nel 2016, da marzo a ottobre, ricopre la carica di capogruppo. Primo firmatario delle proposte di legge regionale del Movimento 5 Stelle sull’acqua pubblica e sullo stop al consumo di suolo, conduce una battaglia per la mobilità sostenibile e contro la realizzazione dell'Autostrada Pedemontana Lombarda. Membro della Commissione regionale ambiente, si occupa assiduamente di rifiuti, riuscendo a far approvare una risoluzione per la dismissione di parte del parco inceneritori lombardo.

#### Elezione a senatore della Repubblica
Alle elezioni politiche del 2018 viene eletto al Senato della Repubblica, nelle liste del Movimento 5 Stelle nella circoscrizione Lombardia.
Membro della I commissione 1ª Commissione permanente Affari Costituzionali, è primo firmatario di alcuni disegni di legge per la regolamentazione delle lobby, il riconoscimento del sacrificio delle Vittime del Dovere, la trasparenza nella pubblica amministrazione, l'elettorato attivo e passivo.